# 高新站
高新站位于成都市高新区天晖路，是成都地铁1号线的车站，于2010年9月27日启用。因紧邻成都高新技术产业开发区管委会而得名，在建设过程中的工程名为“南三环站”，是成都地铁正式动工后，第一座启动建设的车站。

## 车站结构
高新站是一个侧式站台车站，内部最高处高约7米，有效宽度38米，长度145.2米，总建筑面积为6671平方米。

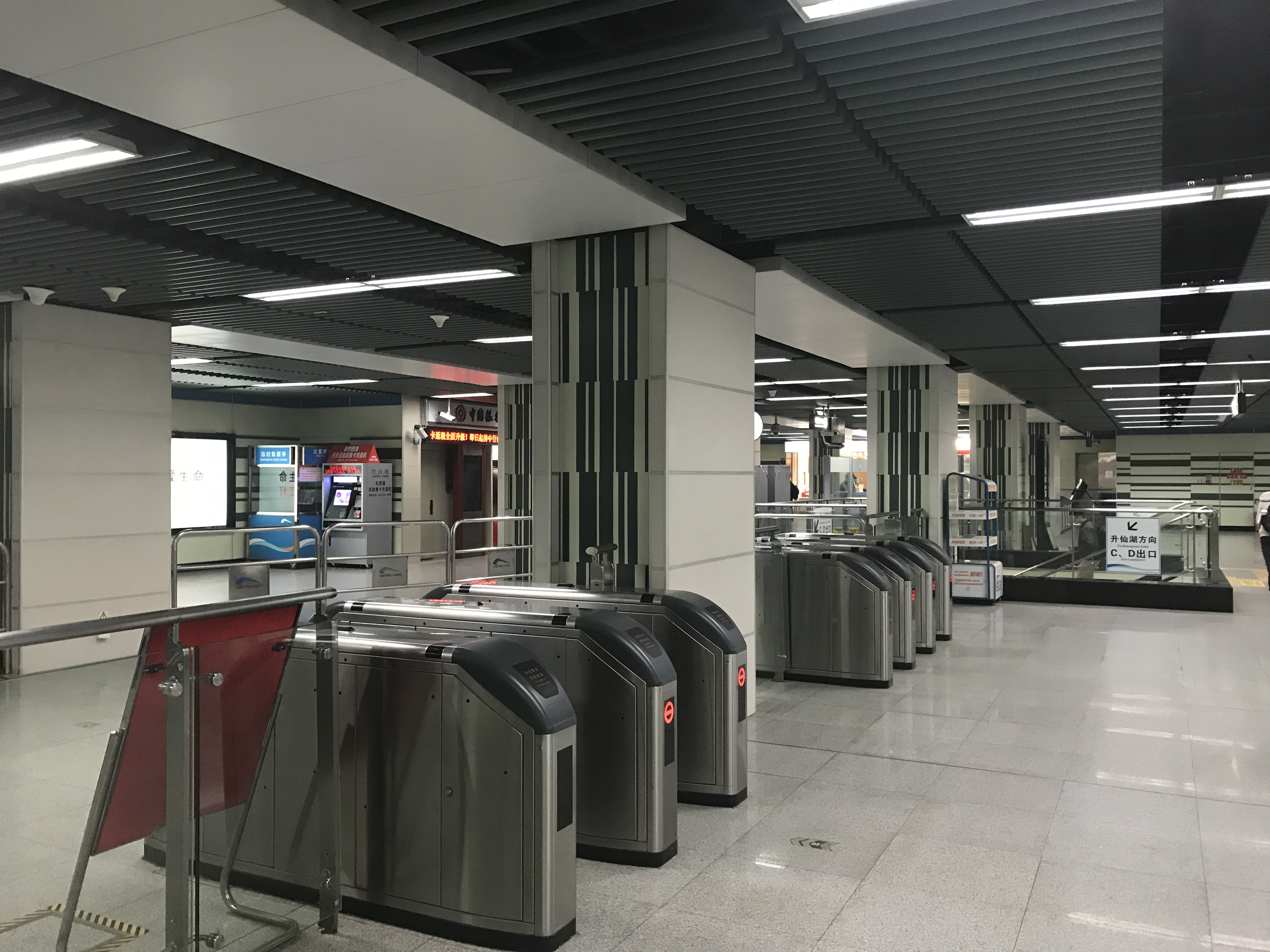
地下一层站厅侧
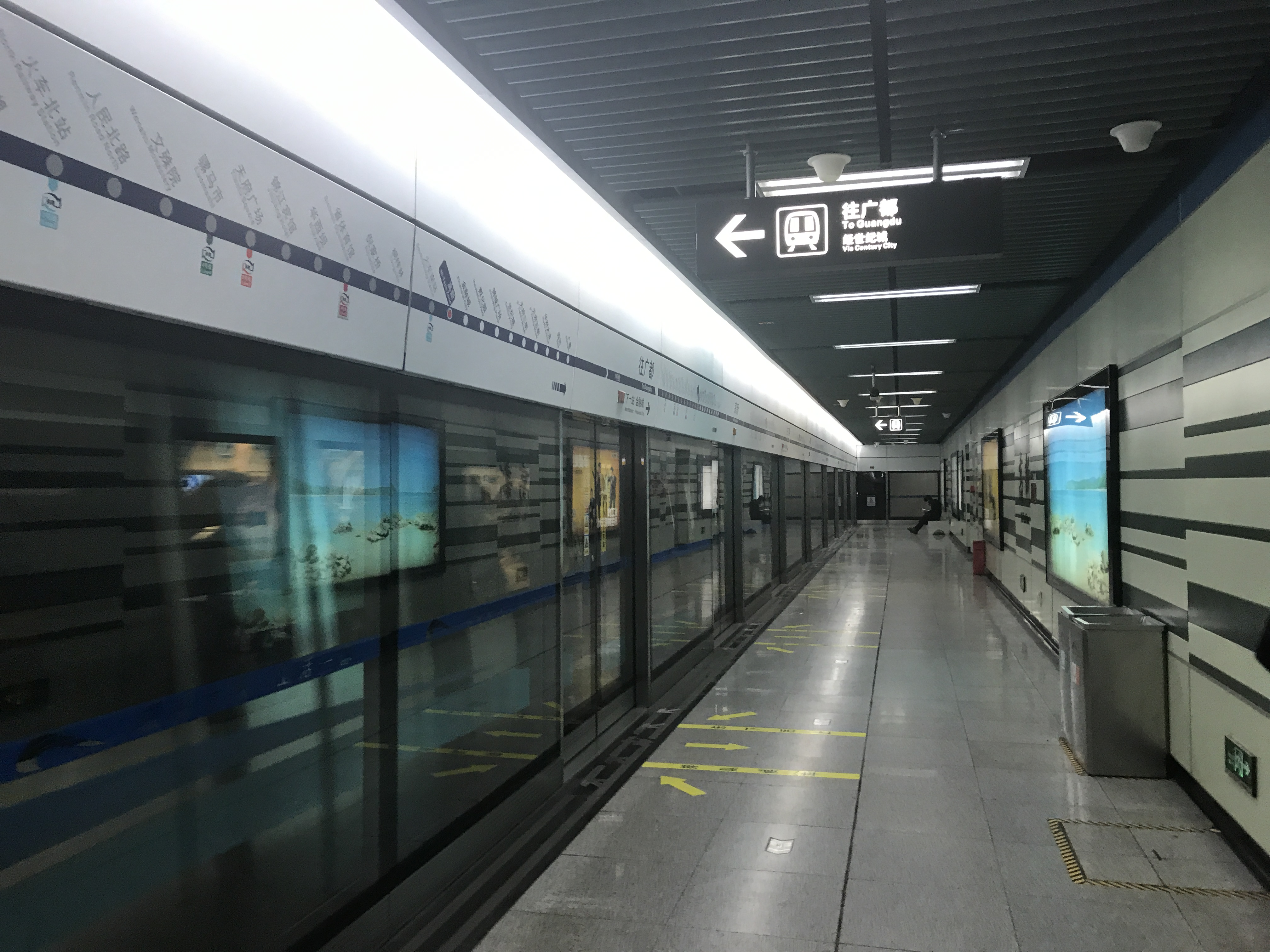
地下一层站台侧
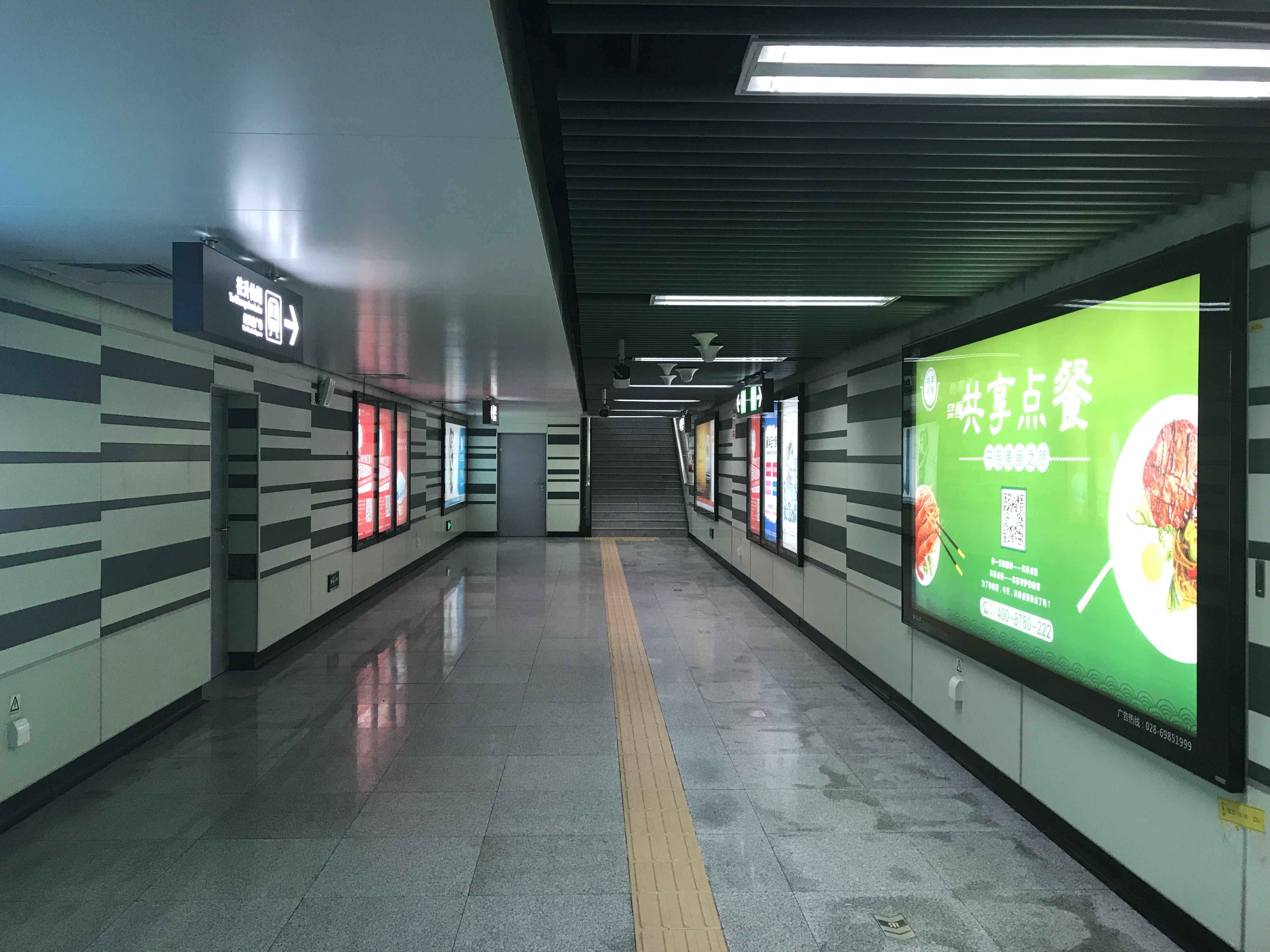
地下二层站台连接通道

| 地面                             | 0      | 出口A–D |
| 地下一层                         | 东站厅 | 往C·D出口 自助购票 客服中心 |
| 地下一层                         | 站台   | \| 側式 · 開右邊车门 · 无障碍卫生间 \| \| \| \| \| \| 1号线往韦家碾（火车南站） \| \| \| \| 1号线往科学城或五根松（金融城） \| \| 側式 · 開右邊车门 \| \| \| |
| 地下一层                         | 西站厅 | 往A·B出口 自助购票 客服中心 |
| 地下二层                         | 0      | 付费区换向通道 |
| 側式 · 開右邊车门 · 无障碍卫生间 |        | |
|                                  |        | 1号线往韦家碾（火车南站） |
|                                  |        | 1号线往科学城或五根松（金融城） |
| 側式 · 開右邊车门                |        | |

- 地下一层站厅侧
- 地下一层站台侧
- 地下二层站台连接通道

## 出入口
本站目前开放4个出入口。
|          |            |                  |      |
| 编号     | 设施       | 指示             | 照片 |
|          | 无障碍电梯 | 天晖路、天益街   |      |
| 出口 · B |            | 天益街、天晖路   |      |
| 出口 · C | 无障碍电梯 | 天晖路、天晖中街 |      |
| 出口 · D |            | 天晖路、天晖北街 |      |

## 公交换乘
84路; 93路; 115路; 121路; 133路; 298路; 501路等

## 历史
- 2005年12月28日，启动建设[4]。
- 2007年1月11日，主体封顶[7]。
- 2010年9月27日，正式启用[1]。